# 세계고

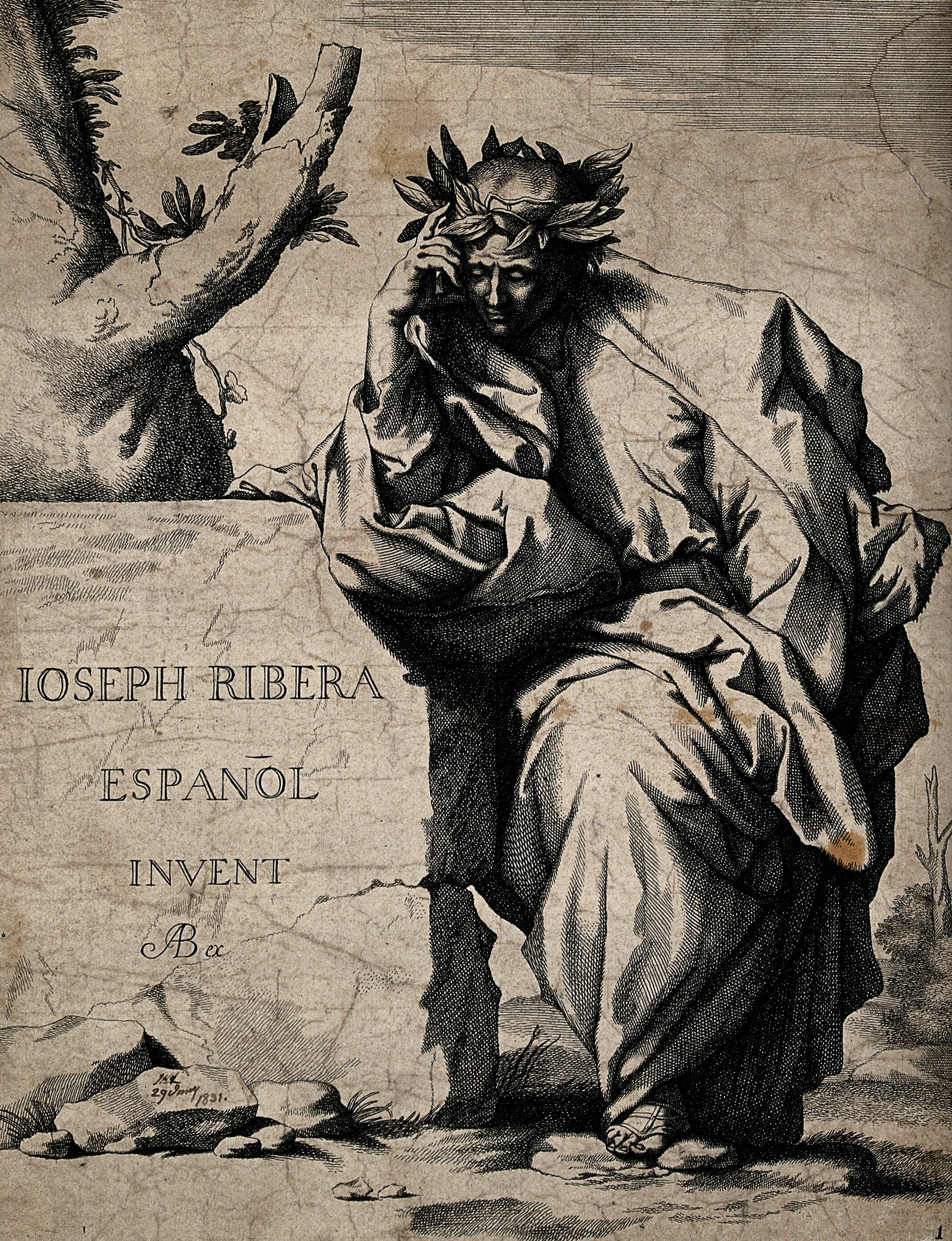
세상에 환멸을 느끼는 시인의 우울한 모습을 묘사한 후세페 데 리베라의 판화

세계고(Weltschmerz)는 정신의 기대를 현실이 절대로 충족시켜 줄 수 없다고 믿는 사람이 느끼는 감정을 묘사한 문학적 개념으로, 이는 악과 고통을 예리하게 인지할 때 발생하는 삶에 대한 비애와 환멸의 감정으로 이어진다.
이 용어는 독일 낭만주의 작가 장 파울이 1827년 소설 Selina에서 처음 사용했으며 독일어 사전에서 그림 형제의 원래 정의에 따르면, 이는 세상의 불완전함에 대한 깊은 슬픔을 의미한다.( "tiefe Traurigkeit über die Unzulänglichkeit der Welt" ).번역은 맥락에 따라 다를 수 있다. 자아에 관해서 "세상에 대한 지친 마음"을 뜻할 수 있고, 세상과 관련해서는 "세상이 주는 고통"을 의미할 수 있다.
세계고라는 단어의 세계관은 과거에 장 파울, 사드 후작, 바이런 경, 자코모 레오파르디, 윌리엄 블레이크, 샤를 보들레르, 폴 베를렌, 프랑수아 르네 드 샤토브리앙, 오스카 와일드, 알프레드 드 뮈세, 미하일 레르몬토프, 니콜라우스 레나우, 헤르만 헤세, 하인리히 하이네와 같은 낭만주의와 퇴폐주의 작가들 사이에서 널리 퍼진 것으로 볼 수 있다.